# Тімірово (Шаранський район)
Тімі́рово (рос. Тимирово, башк. Тимер) — присілок у складі Шаранського району Башкортостану, Росія. Входить до складу Мічурінської сільської ради.
Населення — 83 особи (2010; 94 у 2002).
Національний склад:
- башкири — 86 %

Стара назва — Темірово.